# Rubugenge
Rubugenge är ett vattendrag i Burundi.   Det ligger i provinsen Cibitoke, i den nordvästra delen av landet, 60 kilometer norr om huvudstaden Bujumbura.
Omgivningarna runt Rubugenge är en mosaik av jordbruksmark och naturlig växtlighet. Runt Rubugenge är det tätbefolkat, med 397 invånare per kvadratkilometer.